# Walter Pries
Walter Pries (* 22. Dezember 1902 in Hamburg; † 29. September 1984) war ein deutscher Politiker (SPD).

## Leben und Politik
Walter Pries war gelernter Kupferschmied und war auch als Gewerkschaftssekretär tätig. In den Jahren 1925 bis 1933 war er für die SPD als Stadtverordneter in Neuwied aktiv.
Er war von 1937 bis 1949 als kaufmännischer Angestellter in Hamburg angestellt, bevor er 1949 beim DGB-Ortsausschuss Hamburg arbeitet. 1954 wurde er als Prozessvertreter des DGB beim Landessozialgericht eingesetzt.
Innerhalb seiner Partei war er in der Nachkriegszeit als SPD Distriktvorsitzender tätig.
Pries saß für seine Partei von 1946 bis 1957 als Abgeordneter in der Hamburgischen Bürgerschaft.

## Nachweis
- Friedrich-Ebert-Stiftung

| Personendaten    | Personendaten                   |
| ---------------- | ------------------------------- |
| NAME             | Pries, Walter                   |
| KURZBESCHREIBUNG | deutscher Politiker (SPD), MdHB |
| GEBURTSDATUM     | 22. Dezember 1902               |
| GEBURTSORT       | Hamburg                         |
| STERBEDATUM      | 29. September 1984              |